# Веркин, Эдуард Николаевич
Эдуард Николаевич Веркин, также известен под псевдонимом Макс Острогин (род. 1975, Воркута) — российский детский писатель, фантаст. Обладатель премий «Заветная мечта», «Книгуру», «Новые горизонты». Многие произведения Веркина привлекали внимание критиков.

## Биография
Родился в Воркуте в семье рабочего-шахтёра.
В 1993 году поступил на исторический факультет Сыктывкарского государственного университета, затем параллельно на юридический факультет того же вуза. В 1998—1999 годах работал преподавателем обществоведения.
По словам автора, начал писать из-за нежелания заниматься преподаванием:
Работа. Если определять одним словом — «нелюбимая».
Нелюбимая работа. Бесперспективная работа. Малоденежная и бестолковая.
Все остальное тоже, на уровне…
Комната, в которой, если раскинуть руки, можно коснуться стен.
Соседи-меломаны, справа, слева и снизу, жизнь в музыкальной шкатулке.
Зима, тянувшаяся по девять месяцев.
Бесконечная ночь, а летом такой же бесконечный день с незаходящим солнцем.
Все условия для того, чтобы стать сочинителем. Все что надо для того, чтобы выдумать свой мир.
И мир был выдуман. История про «Место Снов».
В 2003 году по рекомендации местной писательской организации был направлен на Высшие Литературные курсы при Литинституте им. А. М. Горького.
В настоящий момент проживает в г. Иваново.
Член Союза Писателей России.
Женат, имеет сына.

## Критика
Внимание критиков привлекали такие произведения Веркина, как серия «Хроника страны мечты», роман «Друг-Апрель», роман «Облачный полк», повесть «Пролог», повесть «Звездолёт с перебитым крылом», роман «Остров Сахалин». Писательница Мария Галина считает Веркина «очень хорошим, возможно, лучшим нашим подростковым писателем». В 2018 году «Облачный полк» вошёл в список 100 главных книг постсоветского времени, составленный сайтом «Год литературы» по результатам опроса 24 экспертов. В этом же году роман «Остров Сахалин» получил награду «Роман года» главного постсоветского журнала фантастики и фэнтези «МирФ». В сентябре 2022 г. газета «Коммерсантъ» назвала роман Эдуарда Веркина «снарк снарк» «главным пока что литературным событием [2022] года».

## Книги

### Романы для детей и подростков
- Пятно кровавой луны (2004)
- Друг-апрель (2011)
- Облачный полк (2012)
- Через сто лет (2017)
- Звездолёт с перебитым крылом: Роман. — М.: Эксмо, 2019. (Включает повесть «Звездолёт с перебитым крылом» и ее продолжение повесть «Каникулы что надо»)
- Кусатель ворон (2019)
- Пепел Анны (2019).

### Циклы
Хроника Страны Мечты
- Место снов (2006)
- Пчелиный волк (2007)
- Кошки ходят поперёк (2007)
- Снежные псы (2009)
- Краткая история тьмы (2013)

Черничная чайка
- Остров последнего злодея (2009)
- Черничная чайка (2009)
- Кошмар с далёкой планеты (2009)

Приключения Витьки и Генки
- Челюсти — гроза округи. Секреты настоящей рыбалки (2004)
- Гонки на «Пчеле-убийце». Как починить мотоцикл (2004)
- «Т-34» — танк Победы. Как восстановить памятник (2005)
- Супербой, Маньяк и Робот. Маскарадный костюм своими руками (2005)
- Искусство требует жертв. Как снять видеоклип (2005)
- В школе юных скаутов. Поиски клада (2008)
- Лесной экстрим. В погоне за снежным человеком (2008)

Расследования Феликса Куропяткина
- Вор — железная челюсть [= Капкан на оборотня] (2006)
- Правда о привидениях (2005)
- Чудовище с улицы Розы (2007)
- Мусорелла — великая и ужасная (2008)
- Планета чудовищ (2012)
- Вендиго, демон леса (2012)
- Час охоты (2012)
- Шаги за спиной (2013)
- Мальчишкам до 16 и старше. Энциклопедия по жизни [= Для мальчишек и... не только. Настольная книга по жизни] (2006)
- Для мальчиков и девочек. Книга советов по выживанию в школе (2008)
- Для стильных девчонок и...не только. Настольная книга по жизни // Соавтор: Елена Усачева (2007)

Под псевдонимом Макс Острогин была написана серия «inferno»
- Бог калибра 58 (2010)
- Мертвецы не танцуют (2010)
- Большая красная кнопка (2011)
- Икра будущего (2011)
- Здравствуй, брат, умри (2011)

### Рассказы
- В восьмом кувшине (2003)
- Звёздный городок (2003)
- Вредитель (2004)
- По пути (2004)
- Весенний рейд (2016)
- Вонючка (2016)
- Все силы земли (2016)
- Кусатель ворон (2016)
- Черемша (2016)
- Герда (2014)

### Сборники
- Пролог (2016)

Пьесы
- Крыса и пёс

### Книги для взрослых
- Остров Сахалин (2018)
- снарк снарк. Книга 1: Чагинск (2022)
- снарк снарк. Книга 2: Снег Энцелада (2022)
- Сорока на виселице (2025)

## Награды и премии
- 2007. Премия «Заветная мечта»: жанровая премия в области научной фантастики за книгу «Место снов»[18].
- 2008. Премия «Заветная мечта»: большая премия за повесть «Кошки ходят поперёк»[19].
- 2009. Премия «Заветная мечта»: большая премия за повесть «Мертвец»[20].
- 2010. Вторая премия Международного конкурса имени Сергея Михалкова на лучшее художественное произведение для подростков за повесть «Друг апрель»[21]
- 2011—2012. Премия «Книгуру» (2 сезон). 1 место в номинации «Художественная литература» за роман «Облачный полк»[22].
- 2012. Премия имени В. П. Крапивина за роман «Облачный полк»[23].
- 2012. Премия имени П. П. Бажова за роман «Облачный полк»[24].
- 2017. Премия «Планета Крым» (имени Леонида Панасенко) за повесть «Звездолёт с перебитым крылом».
- 2017. Премия «Новые горизонты» за роман «ЧЯП»[25].